# 13326 Ferri
13326 Ferri este un asteroid din centura principală de asteroizi.

## Descriere
13326 Ferri este un asteroid din centura principală de asteroizi. A fost descoperit pe 17 septembrie 1998 la Stația Anderson Mesa în cadrul programului LONEOS. El prezintă o orbită caracterizată de o semiaxă mare de 3,14 ua, o excentricitate de 0,21 și o înclinație de 5,7° în raport cu ecliptica.